# Harrison - Principi di medicina interna
Il trattato Harrison - Principi di medicina interna, comunemente chiamato l'Harrison, è un manuale statunitense di medicina interna.
Pubblicato per la prima volta nel 1950, è giunto, a giugno 2025, alla sua ventiduesima edizione in lingua inglese. Nonostante sia destinato a tutte le figure mediche, è rivolto principalmente a internisti.
Prende il nome dal medico statunitense Tinsley Randolph Harrison, che ne curò le prime cinque edizioni. Riguardo all'importanza al ruolo del medico, nella I edizione scrive:
(Tinsley Randolph Harrison, Harrison's Principles of Internal Medicine - I ed. - 1950)

## Edizioni in italiano
- Harrison, Principi di medicina interna, 20ª ed., Milano, CEA Casa Editrice Ambrosiana, 2021, ISBN 978-8808820372.